# Temnora uniformis
Temnora uniformis är en fjärilsart som beskrevs av Rothschild 1894. Temnora uniformis ingår i släktet Temnora och familjen svärmare. Inga underarter finns listade i Catalogue of Life.